# 鹿化煜
鹿化煜（1968年4月—），陕西西安人，南京大学教授、地理与海洋科学学院院长，研究领域为季风气候演化、更新世古人类技术行为与环境，发表论文数百篇，任中华人民共和国教育部2009年度“长江学者”特聘教授。